# Hispasat 1F
El Hispasat 30W-6, anteriormente conocido como Hispasat 1F, es un satélite de comunicaciones español operado por Hispasat.

## Características
Fue lanzado con un Falcon 9 Full Thrust el 6 de marzo de 2018 y reemplaza al satélite Hispasat 1D en la posición geoestacionaria 30° Oeste. Proporciona servicios de televisión, banda ancha, redes corporativas y otras aplicaciones de telecomunicaciones. La zona de cobertura incluye Europa, el norte de África y América. El satélite está equipado con 4 motores de propulsión de plasma SPT-100. La carga útil son 40 transpondedores en banda Ku, 6 en banda Ka, 1 en banda Ka-BSS y 10 en banda C.

## Galería de fotos

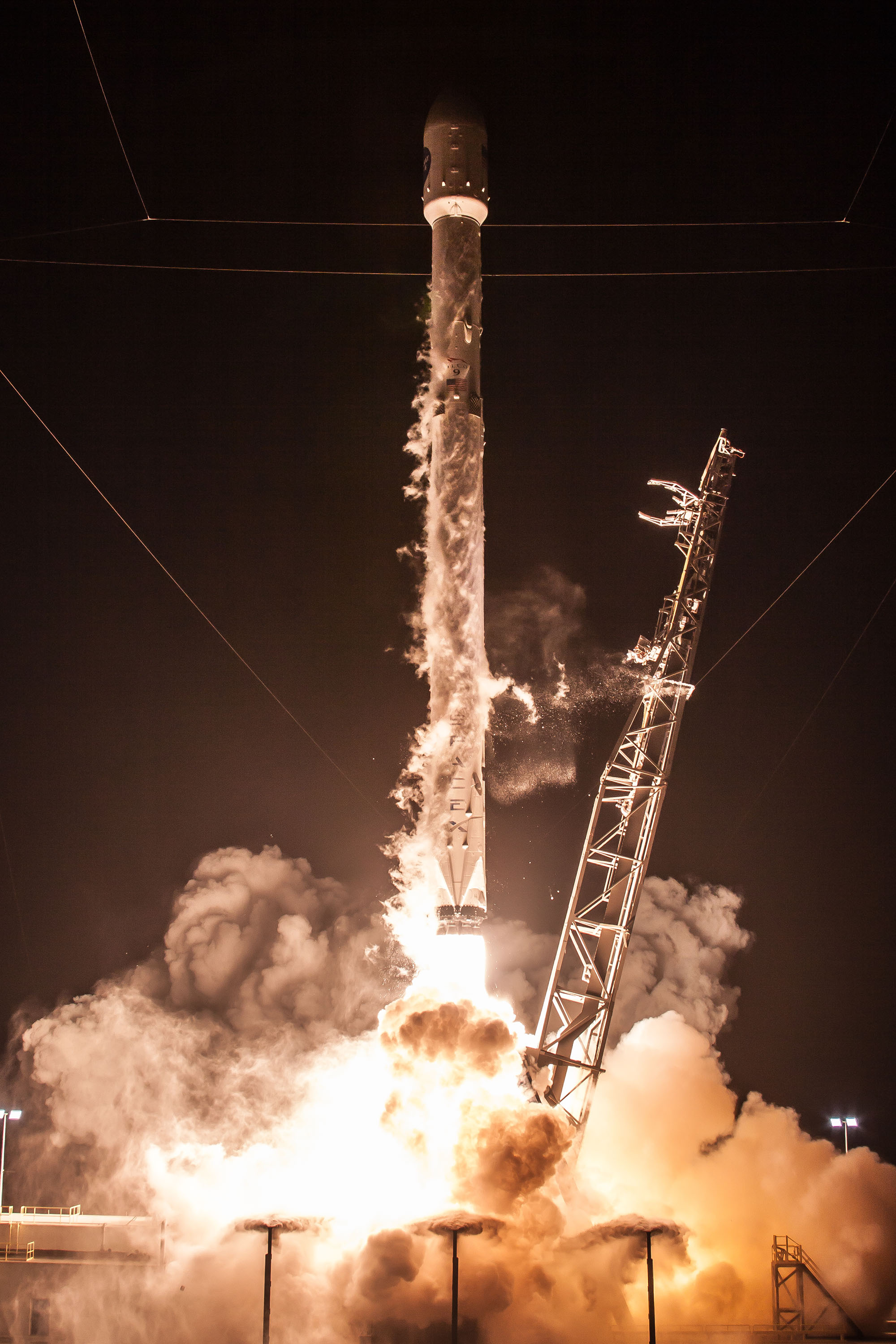
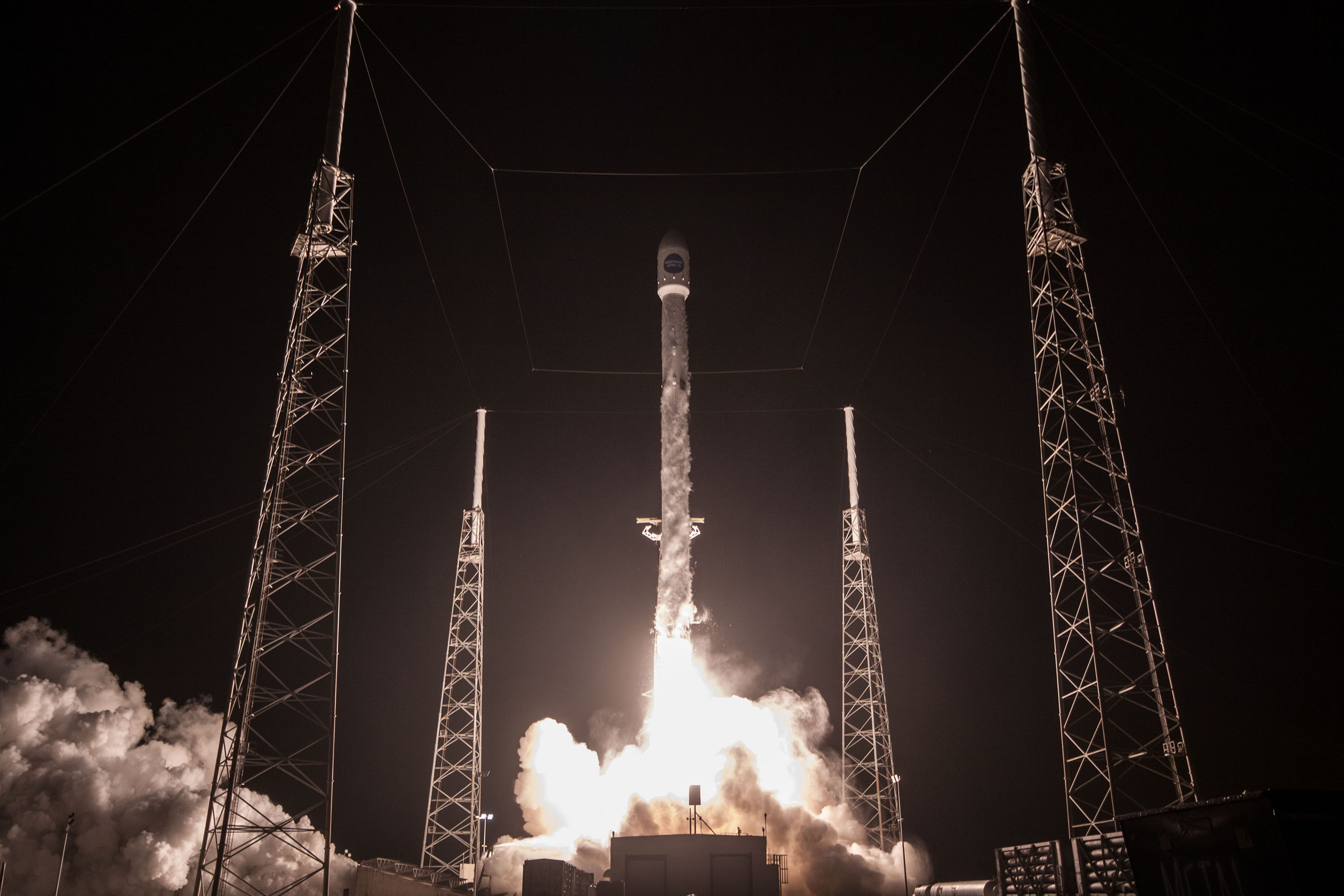
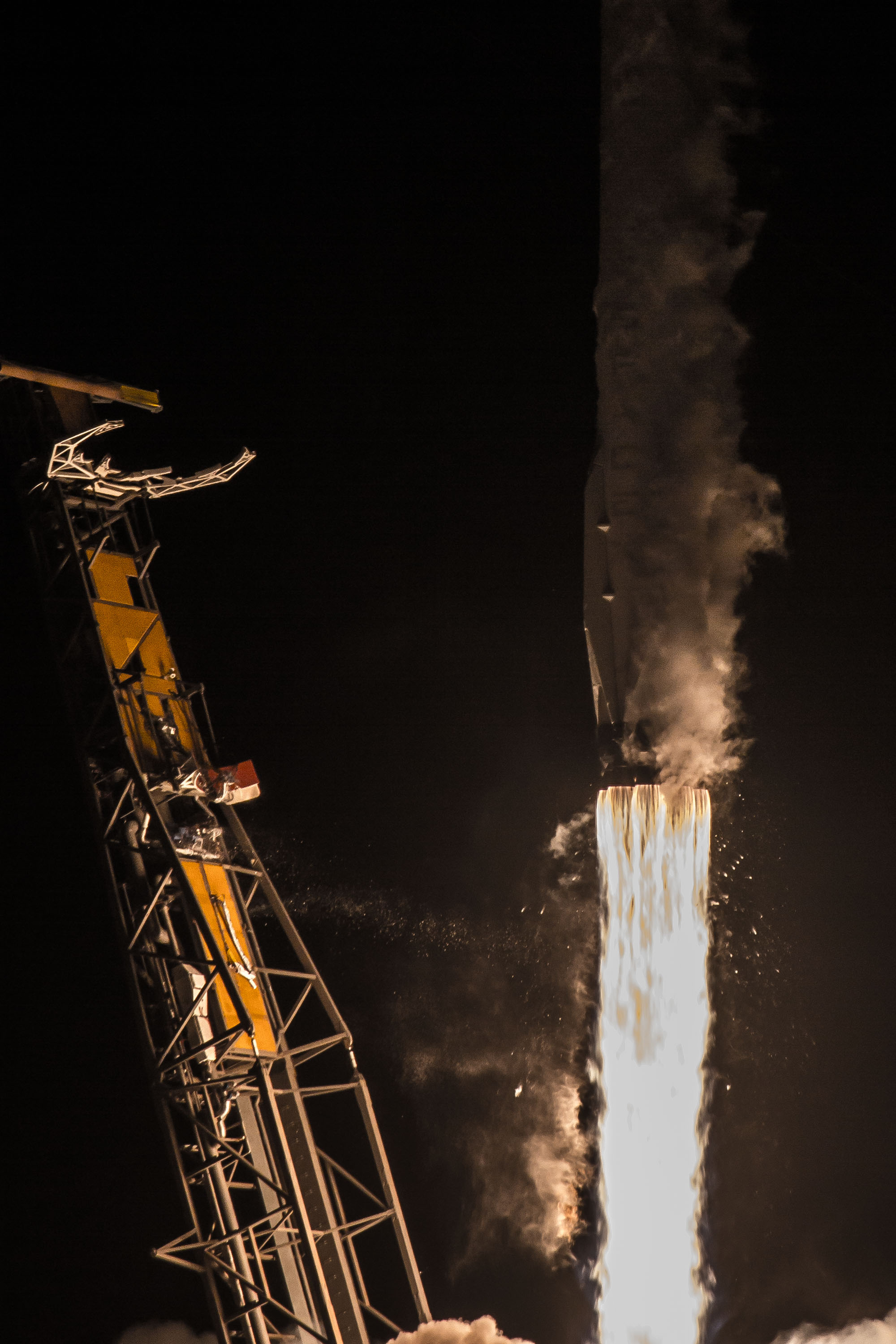
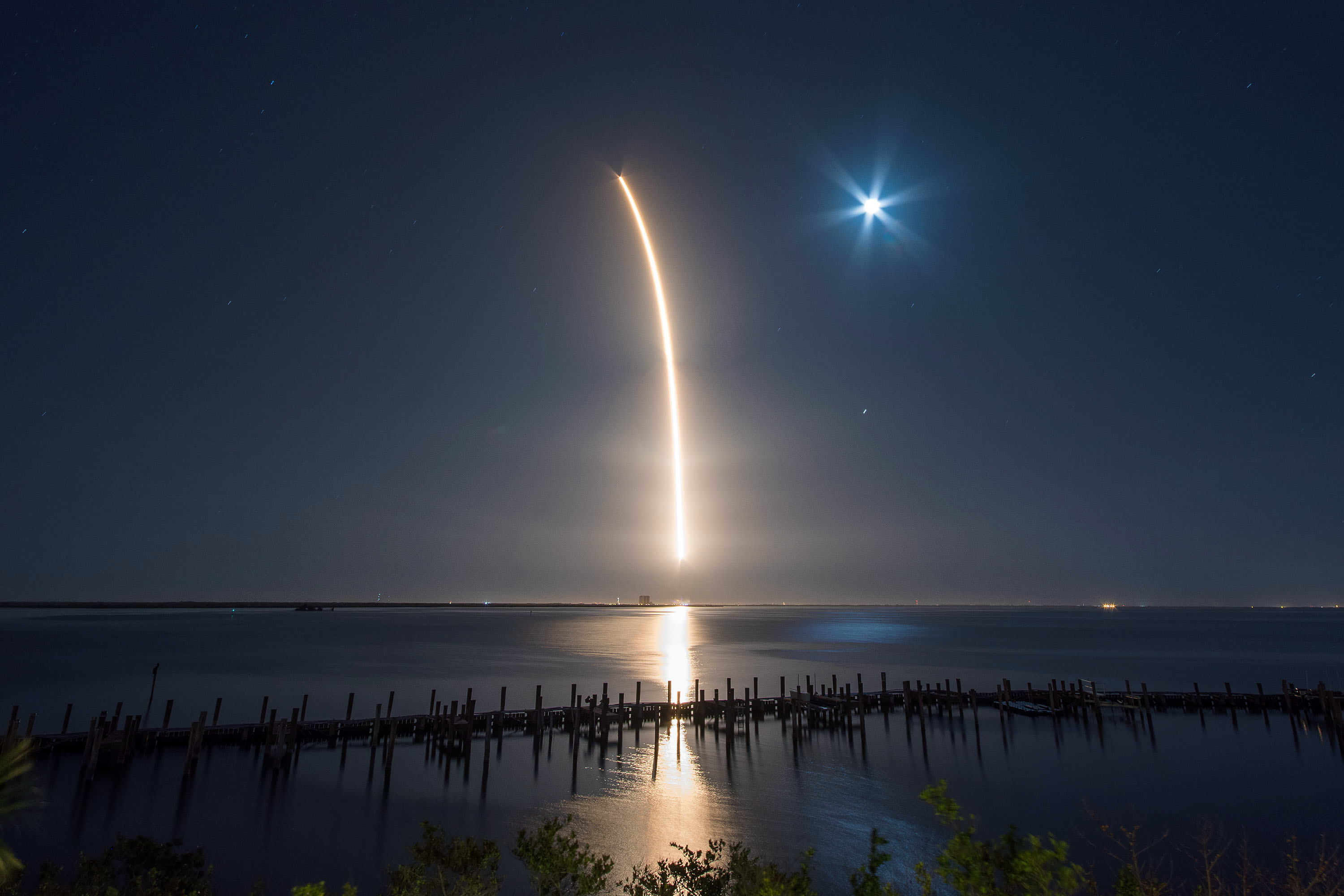